# 55e armée (Japon)
La 55e armée (第55軍, Dai-go-jū-go gun) est une unité de l'armée impériale japonaise basée dans la préfecture de Kōchi à la toute fin de la Seconde Guerre mondiale.

## Histoire
La 55e armée est créée le 8 avril 1945 et placée sous le contrôle de la 15e armée régionale dans le cadre des tentatives désespérées du Japon d'empêcher une invasion américaine de l'île de Shikoku durant l'opération Downfall. À partir du 15 juin, le commandant de la 55e armée est également le commandant-en-chef de toutes les forces japonaises de Shikoku et est nommé directement par l'empereur Hirohito.
La 55e armée est basée à Kōchi dans la préfecture du même nom. En dépit du statut prestigieux que lui apportent ses rapports directs avec l'empereur, comme d'autres corps d'armée formés dans l'urgence pendant cette période, elle est principalement composée de réservistes sous-entraînés, d'étudiants conscrits, et de miliciens locaux des corps combattants des citoyens patriotiques.
Elle est dissoute au moment de la reddition du Japon le 15 août 1945 sans avoir combattu.

## Commandement
|                   | Nom                                 | De           | À                 |
| ----------------- | ----------------------------------- | ------------ | ----------------- |
| Commandant        | Lieutenant-général Kumakichi Harada | 7 avril 1945 | 15 août 1945      |
| Chef d'État-major | Major-général Koshiro Terakura      | 6 avril 1945 | 21 juin 1945      |
| Chef d'État-major | Major-général Masataka Kaburagi     | 21 juin 1945 | 20 septembre 1945 |